# Mossbrogölen (Risinge socken, Östergötland)
Mossbrogölen är en före detta sjö, nu mosse, i Finspångs kommun i Östergötland och ingår i Motala ströms huvudavrinningsområde.